# Nevtrofilec
Nevtrofilec ali nevtrofilni granulocit je granulocit, sposoben fagocitoze, z zrnci v citoplazmi, ki se barvajo s kislimi in bazičnimi barvili ter vsebujejo razne encime, med drugimi lizocim, kisle hidrolaze in alkalno fosfatazo.
Nadalje jih delimo v dve skupini: segmentirane nevtrofilce in paličaste nevtrofilce. Nevtrofilci predstavljajo največji delež belih krvničk v krvnem obtoku sesalcev in predstavljajo bistven del priroje imunosti. Skupaj z bazofilci in eozinofilci predstavljajo polimorfonuklearne bele krvne celice.

## Poimenovanje
Ime so nevtrofilci dobili po tem, da se pri barvanju s hematoksilinom in eozinom obarvajo nevtralno rožnato, medtem ko se eozinofilci  obarvajo svetlordeče, bazofilci pa temnomodro.

## Vloga
Nevtrofilci se normalno nahajajo v krvnem obtoku. V začetni stopnji akutne vnetne reakcije, ki jo povzročijo na primer bakterijska okužba, okoljski dejavniki ali nekatere vrste rakavih obolenj, so nevtrofilci med prvimi vnetnimi celicami, ki potujejo v vnetišče. Potem, ko se aktivirajo signalne molekule, kot so interlevkin-8, C5a in levkotrien B4, nevtrofilci s pomočjo kemotakse migrirajo po krvnem obtoku in nato skozi intersticijsko tkivo. So celice, ki prevladujejo v gnoju in doprinesejo k njegovem belkasto rumenkastem obarvanju.
Na prizadeto območje dospejo v nekaj minutah po poškodbi in so bistveni za akutno vnetno reakcijo.